# Götschendorf
Götschendorf [ˈgøːtʃn̩dɔʁf] ist ein Gemeindeteil von Milmersdorf im Landkreis Uckermark in Brandenburg. Das mittelalterliche Dorf Götschendorf war schon 1375 wüst gefallen. Um die Mitte des 16. Jahrhunderts wurde Götschendorf als Rittersitz neu aufgebaut. Die Gemeinde Götschendorf wurde erst 1928 durch Auflösung und Umwandlung des Gutsbezirkes Götschendorf, das frühere Rittergut, gebildet und 1973 nach Milmersdorf eingemeindet.

## Lage
Götschendorf liegt am Rand der Schorfheide am Kölpinsee. Die Gemarkung Götschendorf grenzt im Norden an die Gemarkungen Milmersdorf, Friedenfelde und Groß Kölpin, im Osten an die Gemarkungen von Groß Fredenwalde und Temmen, im Süden an die Gemarkung von Ringenwalde und im Westen an die Gemarkung von Petersdorf. Zur Gemarkung gehören der Kölpinsee, der Gotts See, der Kesselsee und der Große Krinertsee. Im Süden grenzt die Gemarkung an den Lübelowsee und den kleinen Proweskesee. Im Norden grenzt die Gemarkung an den Kleinen Krinertsee und den Düstersee. Größere Fließgewässer fehlen, ausgenommen einigen Entwässerungsgraben. Der Lübelowseegraben bildet über ca. 2,8 km die Gemarkungsgrenze zur Gemarkung Ringenwalde. Über die Hälfte der Gemarkung ist bewaldet.
Auf der Gemarkung Götschendorf liegen der Gemeindeteil Hohenwalde und der Wohnplatz Hahnwerder der Gemeinde Milmersdorf. Der Ortskern liegt auf 60 m ü. NHN. Der höchste Punkt der Gemarkung ist der Kienberg am östlichen Rand der Gemarkung mit 109 m ü. NHN, der tiefste Punkt der Seespiegel des Kölpinsees mit 58 m ü. NHN.
Durch den Ort führt die von Milmersdorf nach Ringenwalde führende Landesstraße L 23. Im Ort zweigt eine kleine Straße nach Norden zum Wohnplatz Hahnwerder ab, 2006 lebten in Götschendorf 223 Einwohner.

## Geschichte

### Anfängliche Besiedlung

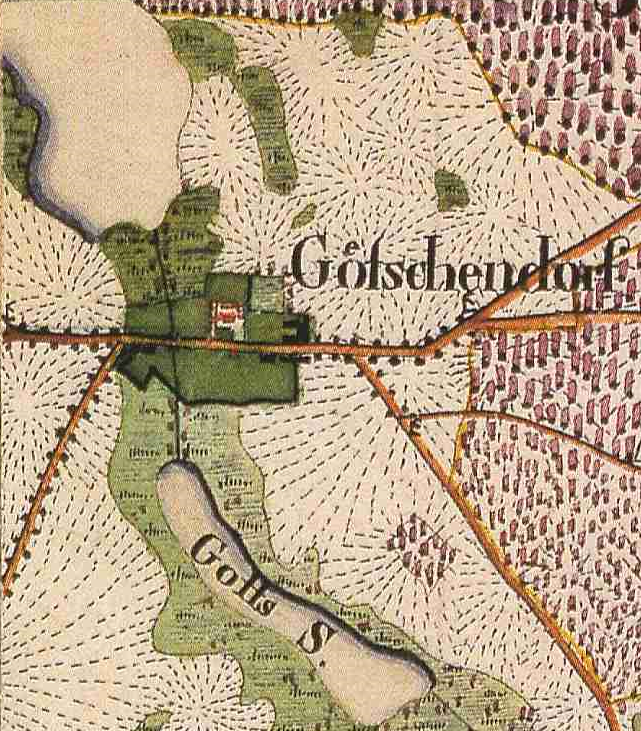
Götschendorf auf dem Urmesstischblatt 2948 Friedrichswalde von 1826

Götschendorf wurde 1375 erstmals im Landbuch Karls IV. als Coczykendorp erwähnt. Es dürfte im Zuge der Deutschen Ostsiedlung um 1200 entstanden sein. Sophie Wauer gibt zwei Möglichkeiten der Erklärung des Ortsnamens an. Einmal die Ableitung von einem Personennamen Götz(e)ke, einer Koseform/Verkleinerungsform von Götz, was wiederum eine Koseform von Personennamen wie Gottschalk oder Gottfried ist; also das Dorf eines Götz(e)ke. Die andere Möglichkeit wäre die Interpretation als slawisch-deutscher Mischname *Choc-kendorp = Dorf eines Choc-k oder Choč-k. Die Personennamen *Chocik, *Chočik oder auch *Chocek, *Choček sind Koseformen von Personennamen wie Chotĕmer oder Chotislav. Nach der Dorfform handelt es sich um eine Gutssiedlung.

### Mittelalterliches Dorf
Bei seiner Ersterwähnung im Landbuch Karls IV. war Götschendorf bereits wüst. Die Beschreibung im Landbuch referiert die Besitz- und Abgabenverhältnisse, bevor das Dorf verlassen wurde. Der Text lautet im Original:

“Coczykendorp 60 mansi. Quilibet dat 7 solidos in pactum et non plus. Ad dotem iacent 4 mansi. De hiis 14 sunt in possessione. Taberna dat 6 solidos. Costenworde sunt 7, quarum 2 sunt in possessione, dantes per 1 pullum et 6 denarios. Ista villa est totaliter desolata et pertinet famulis de Stegelitz prius habitis. Prope villam iacet stagnum unius tractionis sagene pertinens ecclesia.”

Nach diesen Angaben hatte das Dorf 60 Hufen, davon waren vier freie Kirchenhufen. Jede der abgabenpflichtigen Hufen musste sieben Schillinge Pacht bezahlen, ansonsten nichts weiter, wie das Landbuch besonders vermerkt. Von 14 Hufen kannte man den Besitzer noch, die anderen waren anscheinend völlig wüst. Der Krug gab sechs Schillinge. Es gab ursprünglich sieben Kossätenhöfe im Dorf, von denen zwei noch besetzt waren bzw. einen Besitzer hatten. Jeder Kossäte musste (ursprünglich) ein Huhn und sechs Pfennige im Jahr bezahlen. Der Ort gehörte den Knappen von Stegelitz, die früher hier auch wohnten. Die Kirche hatten einen Garnzug in einem namentlich leider nicht genannten See in der Nähe des Dorfes, das Historische Ortslexikon vermutet eher den Gotts See als den Kölpinsee. Der Kölpinsee war zumindest später im Besitz der Stadt Templin. Der genannte eine Garnzug ist auch ein Anhaltspunkt für die Größe und der Fischreichtum eines Sees; ein Garnzug deutet auf einen kleinen See hin. Götschendorf war aber zum Zeitpunkt der Aufnahme des Landbuches schon völlig verlassen. Das muss aber nicht bedeuten, dass die Feldmark nicht mehr bewirtschaftet wurde.
Im Jahr 1416 wird Götschendorf erneut unter dem Lehenbesitz der von Stegelitz genannt. Das Dorf war damals bereits wüst gefallen. In einem weiteren Dokument von 1472 wird nun explizit die wüste Dorfstätte Götschendorf erwähnt. Die Feldmark war aber nicht völlig verwildert, sondern wurde noch teilweise bewirtschaftet, denn von der wüsten Feldmark musste eine Abgabe von drei Wispel Korn gegeben werden, eine vergleichsweise große Menge. Ein Wispel waren immerhin 24 Scheffel.
1522 ist vom Feld Götschendorf die Rede und 1540 ist ausdrücklich vermerkt, „dieses Dorf gibt nichts“. Rund dreißig Jahre später, 1553 ist dann der Rittersitz des Franz von Arnim in Götschendorf urkundlich bezeugt, d. h., dass der Beginn des Wiederaufbaus und der Wiederansiedlung in die Zeit zwischen 1540 und 1553 fällt.

### Besitzgeschichte des neuzeitlichen Dorfes
Zwischen 1416 und 1472 war die Feldmark Götschendorf in den Besitz der von Arnim gekommen. Nach der Arnim’schen Familienchronik hatte der uckermärkische Landvogt Lüdeke von Arnim bereits 1457 einen Anteil an der wüsten Feldmark Götschendorf erworben. 1472 erhielten Henning, Achim, Claus, Hans und Berndt von Arnim von Biesenthal einen Gesamtlehenbrief vom markbrandenburgischen Kurfürsten Albrecht Achilles über diverse Güter in der Uckermark, u. a. auch mit Götschendorf (die wuste dorff stete czu Getzekendorf gibt drey winspel korns). Nach dem Wechsel in manu dominante, also dem Regierungsantritt des markbrandenburgischen Kurfürsten Johann Cicero erhielten Henning von Arnim (der Alte) auf Gerswalde, Claus und Hans von Arnim auf Zichow und Biesenthal sowie Berndt, Lippolt und Heinrich von Arnim Brüder und Vettern in Zehdenick 1486 erneut einen Gesamtlehenbrief und die Bestätigung ihrer Lehen. Darin steht: die wuste dorpstede getzkendorp gift drey wispel korn. 1498 wurde Bernd von Arnim (1470–1545 urk.) mit Fredenwalde, Milmersdorf und Götschendorf belehnt.
1553 hatte schließlich Franz von Arnim, Sohn des (obigen) Bernd von Arnim auf Fredenwalde und der Catharina von Bredow aus dem Hause Kremmen oder Rheinsberg, einen Rittersitz in Götschendorf eingerichtet. Franz von Arnim besaß außerdem Alt-Temmen und Gollmitz. Er war in erster Ehe mit Anna von Kerberg verheiratet, und in zweiter Ehe mit Magdalena von der Gröben. Franz von Arnim starb vor 1570 unter Hinterlassung von fünf Söhnen, von denen drei noch unmündig waren. Der älteste Sohn Joachim erhielt Gollmitz und konnte einen Anteil von Groß Sperrenwalde erwerben. Der zweite Sohn Caspar war unverheiratet und lebte in Templin. Der dritte Sohn Jacob erhielt Götschendorf und konnte Milmersdorf erwerben. Der vierte Sohn Franz war Page am kursächsischen Hof und hatte wohl keine Erben. Er erhielt gemeinsam mit dem fünften Sohn Georg das Dorf Temmen, das letzterem schließlich alleine zufiel. Georg von Arnim begründete das Haus Temmen der von Arnims. Allerdings gehörte Franz von Arnim zunächst nur die eine Hälfte der Feldmark, die andere Hälfte war 1553 im Besitz der von Ahlimb. Sie muss bald darauf aber ebenfalls in den Besitz des Franz von Arnim gekommen sein. 1578 war der Pachtschäfer des Rittergutes Fredenwalde seit 1573 mit dem Pachtgeld in Rückstand, das auf zwei Taler aufgelaufen war.
1583 wurde Jacob von Arnim (1562–1618), der Erbe von Götschendorf mündig. Er heiratete Anna von Greiffenberg aus dem Hause Frauenhagen. Er hatte drei erbberechtigte Söhne Curt, Antonius und Georg. Jacob von Arnim ist 1618 gestorben. Curt übernahm das ererbte Fredenwalde, Antonius Götschendorf und Milmersdorf. Der jüngste Bruder Georg war kaiserlicher Hauptmann und starb 1621 ohne Erben. 1608 gab es in Götschendorf nur den Rittersitz und drei Kossäten, die vermutlich die Arbeit auf dem Gut leisteten.
Der Erbe von Götschendorf und Milmersdorf, Antonius von Arnim (1598–1666) war dreimal verheiratet, in erster Ehe mit Ilse von Greiffenberg aus dem Hause Frauenhagen, in zweiter Ehe mit Eva Sabina von Billerbeck aus dem Hause Jagow in Pommern und in dritter Ehe mit Eva Sabina von der Lühe aus dem Hause Rüdersdorf. Antonius von Arnim war kurbrandenburgischer Kriegskommissar und uckermärkischer Landesdirektor. 1624 hatte das dem Antonius von Arnim gehörige Rittergut eine Aussaat von sieben Wispeln. Ein Kossät wohnte noch in Götschendorf. Von der Stadt Templin kaufte er 1628 für 500 Taler, allerdings auf Wiederkauf, den Kölpinsee. Über die Zeit, als der Dreißigjährige Krieg auch Brandenburg erreichte, liegen keine Nachrichten vor, doch muss sie zumindest wirtschaftlich sehr schwer gewesen sein. Antonius gelang es aber, die im Dreißigjährigen Krieg aufgehäuften Schulden wieder abzubauen. 1666 war das Wohnhaus in Götschendorf in gutem Dach und Fach. Am 16. Februar 1666 starb er in Götschendorf. Aus der zweiten Ehe mit Eva Sabina von Billerbeck waren die Söhne Georg Friedrich und Berndt Gottfried hervorgegangen. Georg Friedrich von Arnim (vor 1631–1677) hatte mit seiner ersten Frau Lucia Ilse von Sparr „nur“ sechs, nicht lehnberechtige Töchter, sodass der Lehnbesitz an seinen Bruder Berndt Gottfried (1639–1713) bzw. dessen (männliche) Nachkommen ging.
Berndt Gottfried von Arnim (1639–1713) trat zunächst in die preußische Armee ein und brachte es dort „nur“ bis zum Kornett. Er war Erbherr auf Götschendorf, Temmen, Milmersdorf und einem Anteil von Groß Sperrenwalde. Er war mit Magdalena Agnes von Arnim aus dem Hause Temmen verheiratet. 1705 konnte er den Kölpinsee für 150 Taler Zuzahlung zu den bereits von seinem Vater Antonius geleisteten 500 Taler nun endgültig erwerben. Milmersdorf verpachtete er, behielt sich aber die meisten Dienste der Untertanen in Milmersdorf, vier Bauern und zwei Kossäten, vor. 1705 kaufte er vom Hauptmann Joachim Wichmann von Ahlimb für 1.100 Taler wiederkäuflich die zum Ahlimbschen Rittergut Ringenwalde gehörige Feldmark Mierenwerder, die später zum Gut Götschendorf gehörte. 1709 konnte er das 1689 auf Wiederkauf an Johann Stephan von Barfuß veräußerte Gut Temmen (= Alt-Temmen) wieder einlösen. Das Gut Bernsdorf kaufte er zu einem nicht genau bekannten Zeitpunkt für 5.000 Taler. Leider ist in der kurzen Notiz kein Vorbesitzer von Bernsdorf genannt. Berndt Gottfried von Arnim, Erbherr auf Götschendorf, Temmen, Milmersdorf und Groß Sperrenwalde starb am 17. März 1713 und wurde im Erbbegräbnis der von Arnim in Milmersdorf beigesetzt.
Bei der Erbteilung 1713 per Losentscheid unter seinen vier Söhnen fiel Milmersdorf an den ältesten Sohn, den Hauptmann Carl Gottfried Friedrich (1671–1730). Der zweitälteste Sohn und Hauptmann Berndt Ludwig (1681–1748) erhielt Götschendorf, Neu-Hohenwalde und Bernsdorf. Der dritte Sohn Gustav Anton (1683–1738) den Anteil an Groß Sperrenwalde. Er konnte später Kraatz hinzu erwerben und begründete das Haus Kraatz der von Arnim. Der jüngste Sohn Franz Rudolph (1686–1738) erhielt das Gut Temmen. Dessen beide Söhne starben 1740 im Ersten Schlesischen Krieg bzw. 1757 im Siebenjährigen Krieg. Temmen fiel an Friedrich Erdmann (1720–1790), den Sohn des Carl Gottfried Friedrich auf Milmersdorf.
Berndt Ludwig von Arnim, der Götschendorf geerbt hatte, war seit 1714 mit Marie Ilsabe von Holtzendorff aus dem Hause Tornow verheiratet. Er trat zunächst in die Armee ein und brachte es dort bis zum Oberstleutnant. Berndt Ludwig war in Stettin stationiert, und seine Frau brachte die ersten sieben Kinder auf dem elterlichen Gut Tornow zur Welt. Die weiteren acht Kinder wurden ab 1725 in Götschendorf geboren. Vier Söhne und vier Töchter wurden erwachsen. 1725 konnte Berndt Ludwig die Feldmark Mierenwerder gegen eine Zuzahlung von 352 Talern in bar endgültig erwerben. Sie blieb nun mit Götschendorf verbunden. Aufgrund des gemeinsamen noch nicht geteilten Besitzes der Teufelspost ließen Bernd Ludwig von Arnim auf Götschendorf, Alexander von Arnim (1688–1753) auf Fredenwalde und Carl Christoph von Arnim (1716–1757) auf Milmersdorf 1743 die drei in der urbar gemachten Alt-Temmener Heide gelegenen, gemeinsamen besessenen Vorwerke Alt-Hohenwalde, Neu-Hohenwalde und Neu-Temmen (Schmalen-Temmen) neu vermessen. Am 28. März 1743 wurden schließlich die drei Vorwerke aufgeteilt. Drei Viertel von Schmalen-Temmen (Neu-Temmen) gehörten dem Oberstleutnant Alexander von Arnim auf Fredenwalde, während die Häuser Götschendorf und Milmersdorf daran gemeinsam ein Viertel hatten. Von Neu-Hohenwalde gehörte die Hälfte dem Alexander von Arnim, die andere Hälfte gemeinsam den Häusern Götschendorf und Milmersdorf. Alexander von Arnim auf Fredenwalde erhielt den Vollbesitz von Schmalen-Temmen (Neu-Temmen), während er seine Hälfte von Neu-Hohenwalde und die Kaveln auf der Teufelspost an die beiden Häuser Götschendorf und Milmersdorf abtrat. Er erhielt außerdem von den Häusern Götschendorf und Milmersdorf je 1.500 Taler. Den damals laufenden Prozess gegen den Verwalter von Neu-Hohenwalde, Elias Buch wollten alle drei Parteien aber noch gemeinsam bestreiten. 1745 tauschte Bernd Ludwig von Arnim auf Götschendorf seine Bauernhöfe in Milmersdorf gegen den Milmersdorfer Anteil an Neu-Hohenwalde ab; ihm gehörte nun Neu-Hohenwalde ganz. Bernd Ludwig ist 1748 verstorben und wurde zu Milmersdorf im Erbbegräbnis der von Arnim beigesetzt. Noch im Herbst 1748 kam ein Erbvergleich zustande. Die Lehngüter wurden in drei Teile geteilt und unter den vier Brüdern verlost; einer sollte mit Geld abgefunden werden. Der Hauptmann Friedrich Wilhelm (1715–1761) erhielt Neu-Hohenwalde mit dem Großen Krinertsee. Hans Karl (1734–1773) bekam Bernsdorf und einen Bauernhof in Schönwerder. Abraham Christoph (1732–1799) erhielt das Geld.
Der zweite Sohn Bernd Jacob (1719–1797) hatte das Los Götschendorf gezogen. Er wurde Königlich-Preußischer Kriegs- und Domänenrat in Breslau und später Geheimer Oberfinanzrat in Berlin. Bernd Jacob betrieb die Teilung der von den Rittergütern Fredenwalde, Götschendorf, Milmersdorf und Alt-Temmen gemeinsam genutzten Heiden, die 1754 zum Abschluss kam. 1773 kauften Bernd Jacob und Abraham Christoph gemeinsam das Gut Alt-Temmen mit Alt-Hohenwalde für 22.000 Taler aus der Konkursmasse ihres Schwagers Friedrich Erdmann von Arnim (1720–1790) aus dem Hause Milmersdorf (er war mit ihrer Schwester Abigail Tugendreich von Arnim (1724–1771) verheiratet gewesen). 1775 kamen sie überein, dass Bernd Jacob Alt-Hohenwalde für 6000 Taler übernahm, Abraham Christoph das Gut Alt-Temmen für 15.000 Taler. 1778 wurde das Götschendorfer Gut durch Brand völlig vernichtet. Bernd Jakob ließ alle Gebäude neu aufbauen, darunter auch das Herrenhaus im friderizianischen Stil. Bis zu seinem Tod konnte er alle Schulden tilgen. Da er nicht verheiratet war, fiel Götschendorf nach seinem Tod an seinen jüngeren Bruder Abraham Christoph (1732–1799) auf Alt-Temmen. Der ältere Bruder Friedrich Wilhelm war schon 1761 verstorben. Der einzige, posthum geborene Sohn von Friedrich Wilhelm starb als Kleinkind. Damit war fast der gesamte Besitz des Berndt Ludwig wieder in einer Hand vereinigt. Friedrich Wilhelm hatte allerdings Neu-Hohenwalde schon 1748 an Joachim Wilhelm von Bomsdorf verkauft. Er hatte nur vier Jahre später Ziegelwerder bei Nörenberg in der Neumark gekauft. Hans Carl (1734–1773)  hatte Bernsdorf 1761 an Bogislav Berndt von Arnim (1712–1783) auf Petznick verkauft. Er begab sich 1764 in die Dienste der niederländischen Ostindien-Kompanie und starb 1773 in Chinsura (Zinsoera) im indischen Bundesstaat Westbengalen.
Abraham Christoph war in erster Ehe mit Bernhardine Dorothea Wilhelmina von der Osten verheiratet, in zweiter Ehe mit Alexandrine Amalie Charlotte von Holtzendorff. Drei Söhne und vier Töchter wurden erwachsen.
1801 publizierte Friedrich Wilhelm Bratring sein Werk Statistisch-topographische Beschreibung der gesammten Mark Brandenburg. Zweiter Band. Die Mittelmark und Ukermark enthaltend. Er verwechselte in seiner Beschreibung teilweise Götschendorf mit dem bei Küstrinchen gelegenen Götzkendorf, daher die merkwürdige Lokalitätsangabe: Götschendorf (oder) Götzkendorf, Vorwerk, unweit Cüstrinchen, am See, nebst 9 Einliegern, Krug, und 1 Förster über 1247 Morgen Holz. Der Ort hatte neun Feuerstellen (Wohnhäuser) und 97 Bewohner.
Erbe von Götschendorf war der Sohn Ludwig Bernhard (1784–1855). Sein jüngerer Bruder Carl Abraham fiel am 2. Juni 1809 im Schillschen Freikorps bei den Kämpfen um Stralsund. Der jüngste Bruder Friedrich Wilhelm fiel am 2. Mai 1813 in den Befreiungskriegen in der Schlacht bei Großgörschen. Nach dem Ortschafts=Verzeichniß des Regierungs=Bezirks Potsdam nach der neuesten Kreiseintheilung vom Jahre 1817 hatte das Vorwerk Götschendorf 77 Einwohner und gehörte den v. Arnim zu Alt-Temmen.
Ludwig Bernhard von Arnim war dreimal verheiratet, in erster Ehe mit Dorothea Henriette Wilhelmine Friederike von Stülpnagel, in zweiter Ehe mit Emilie Charlotte Louise von Stülpnagel und in dritter Ehe mit Luise von Arnim aus dem Hause Suckow. Aus der ersten Ehe hatte er die Tochter Wilhelmine Friederike Dorothea Luise (1817–1885), aus der dritten Ehe die Söhne Hans Wilhelm Eduard (1821–1842), Eduard Friedrich Heinrich (1822–1881), Bernhard Alexander Philipp (1825–1827), Ludwig Wilhelm August Hermann (1829–1898), Friedrich Wilhelm Georg Ferdinand (1832–1876) und August Wilhelm Christoph (1835–1887).
Nach von Sellentins Topographisch-statistische Uebersicht des Regierungs-Bezirks Potsdam und der Stadt Berlin von 1841 hatte das Rittergut Götschen nun acht Wohnhäuser und 80 Einwohner.
1847 war der Besitzer von Groß Fredenwalde, Klein-Fredenwalde, Willmine, Albertinenhof und (einem Anteil von) Groß Sperrenwalde Wilhelm Georg von Arnim (1775–1847) gestorben. Er war mit Caroline Henriette von Ahlimb verheiratet. Wilhelm Georg von Arnim hatte aus seiner Ehe drei nicht lehnberechtigte Töchter, sodass der Lehnbesitz Fredenwalde nach seinem Tod erneut geteilt wurde. Nach längeren Erbauseinandersetzungen fiel schließlich 1857
- Groß Fredenwalde und Albertinenhof an Ludwig Bernhard von Arnim (1784–1855) aus dem Hause Götschendorf[7]
- Anteil Groß Sperrenwalde an das Haus Milmersdorf und
- Klein-Fredenwalde, Arnimswalde und Willmine an Friedrich Wilhelm Ludwig von Arnim (1824–1866) aus dem Hause Neu Storkow in der Neumark bzw. der Kraatzer Linie der von Arnim (siehe oben Gustav Anton, 1683–1738).

Ludwig Bernhard von Arnim war allerdings noch vor der Beendigung des langwierigen Erbschaftsprozesses 1855 gestorben. Er hatte noch Rottnow (heute Rotnowo, Woiwodschaft Westpommern) im damaligen Kreis Greifenberg in Pommern hinzu gekauft. Erbe von Götschendorf und Neu-Hohenwalde wurde der Sohn Eduard Friedrich Heinrich (1822–1881), Groß Fredenwalde und der Albertinenhof wurden von Friedrich Wilhelm Georg Ferdinand (1832–1876) übernommen. Ludwig Wilhelm August Hermann (1829–1898) siedelte nach Rottnow über.
1860 hatte Götschendorf 91 Einwohner. Im Ort stand ein öffentliches Gebäude, acht Wohnhäuser und 17 Wirtschaftsgebäude. Das Gut hatte insgesamt 4281 Morgen, davon waren 15 Morgen Gehöfte, 1269 Morgen Acker, 246 Morgen Wiesen, 60 Morgen Weide und 2691 Morgen Wald. Der Tierbestand auf dem Gut belief sich auf 11 Pferde, 33 Rinder und 623 Schafe. Das Gut war laut Pachtvertrag vom 23. März 1860 mit Eduard von Arnim verpachtet an den Oberamtmann Friedrich Sommermeyer (geb. am 7. Mai 1826 in Wesendorf bei Zehdenick, gest. 5. Mai 1918 in Biesenthal; Großvater des Physikers Kurt Hans Sommermeyer, 1906–1969; und Urgroßvater der Schriftsteller Joerg K. Sommermeyer und Pierre Sommermeyer), der in diesem Jahr zum stellvertretenden Feuerlösch-Commissarius ernannt wurde.
Nach dem General-Adressbuch der Ritterguts- und Gutsbesitzer im Deutschen Reiche von 1879 gehörte Götschendorf dem Eduard von Arnim. Er war 1874 zum Amtsvorsteher des Amtsbezirks 9 Milmersdorf des Kreises Templin bestimmt worden. Das Gut hatte damals eine Gesamtfläche, nun in Hektaren angegeben, von 1161,80 ha, davon 389,47 ha Acker, 65,15 ha Wiesen, 49,49 ha Weiden, 568,14 ha Wald und 89,55 ha Wasser. Der Grundsteuerreinertrag betrug 4817 Mark. Pächter war der Oberamtmann Friedrich Sommermeyer. Dieser war schon 1868 zum stellvertretenden Feuerlösch-Commissarius für den II. Bezirk des Kreises Templin gewählt worden. 1875 wurde er zum Schiedmann für den 5. ländlichen Bezirk des Kreises Templin bestimmt. Da Eduard Friedrich Heinrich 1881 ohne Erben starb, erbte sein zwei Jahre älterer Bruder Ludwig Wilhelm August Hermann Götschendorf, Alt und Neu-Hohenwalde.
Nach dem Handbuch des Grundbesitzes im Deutschen Reiche von 1885 hatte Götschendorf eine Gesamtgröße von 1180 ha, davon waren 560 ha Acker, 61 ha Wiesen, 15 ha Weiden, 436 ha Wald, 18 ha Unland und 90 ha Wasser. Der Grundsteuerreintrag betrug 4590 Mark. Als Besitzer ist genannt: Ludwig von Arnim, Kammerherr auf Rossnow(!) in Pommern. Er hatte das Gut an Friedrich Sommermeyer verpachtet.
Die Zahlen im Handbuch des Grundbesitzes im Deutschen Reiche von 1896 sind zu 1885 identisch (allerdings ist bei Wiesen 166 ha, statt 106 ha angegeben, ein Druckfehler, denn sonst stimmt die Summe nicht). Administrator war nun ein Hoppmann.
Ludwig Wilhelm August Hermann auf Rottnow war mit Dorothea Margarethe Hedwig Gräfin von Wartensleben verheiratet. Er war Königlich-Preußischer Kammerherr und Premier-Lieutenant im preußischen Heer. Seine drei Töchter und der Sohn Nicolaus Alexander Ludwig (1865–1942) sind in Rottnow geboren. Am 7. März 1898 starb er in Rottnow.
Die Zahlen im Handbuch des Grundbesitzes im Deutschen Reiche von 1903 sind identisch zu den Zahlen von 1885 und 1896, als Besitzer ist nun Nicolaus von Arnim vermerkt, als Administrator (Fritz) Becker.

### Im 20. Jahrhundert

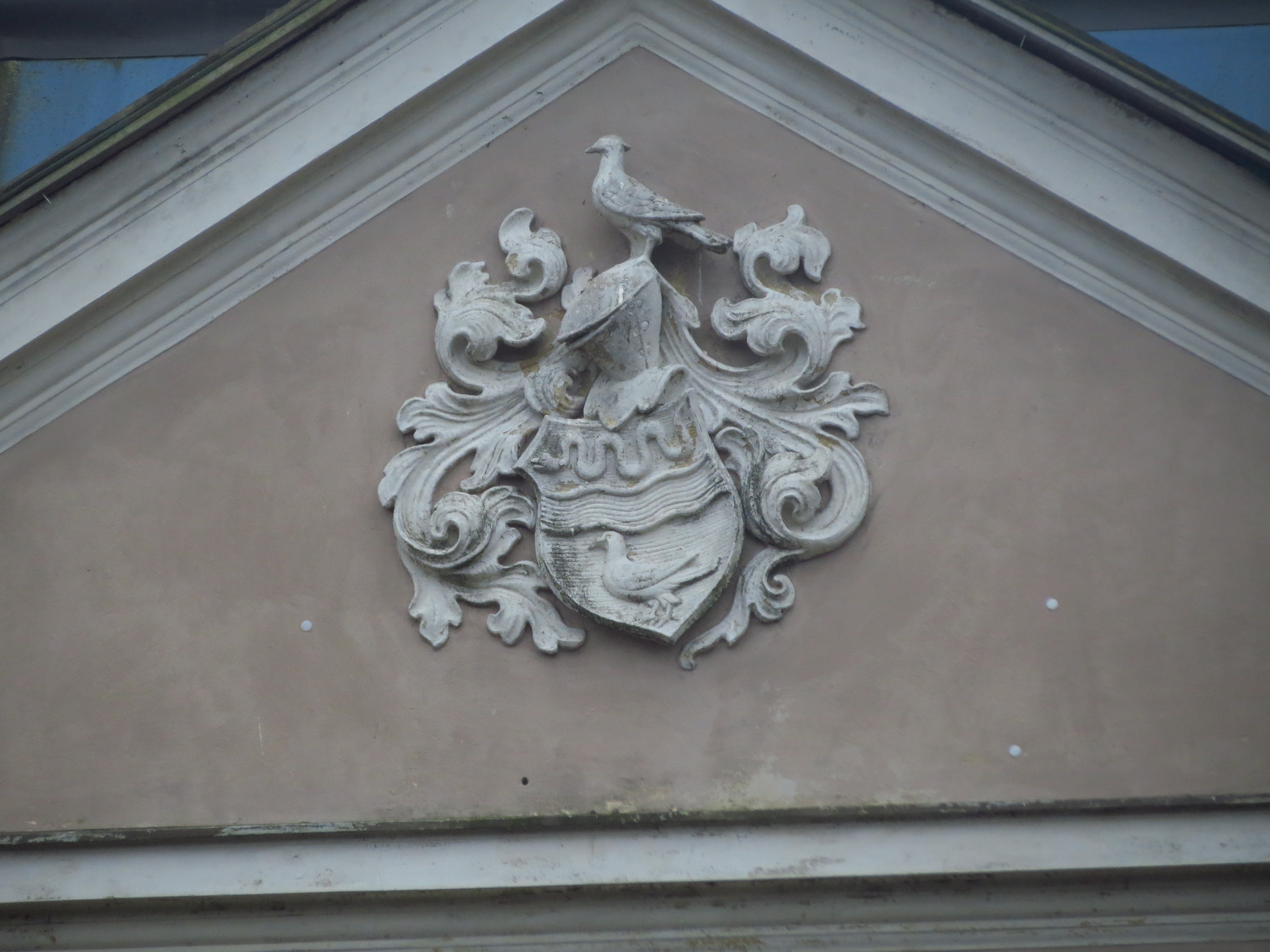
Tiedemann-Wappen im Giebel des Zwerchhauses auf der Seeseite des Gutshauses

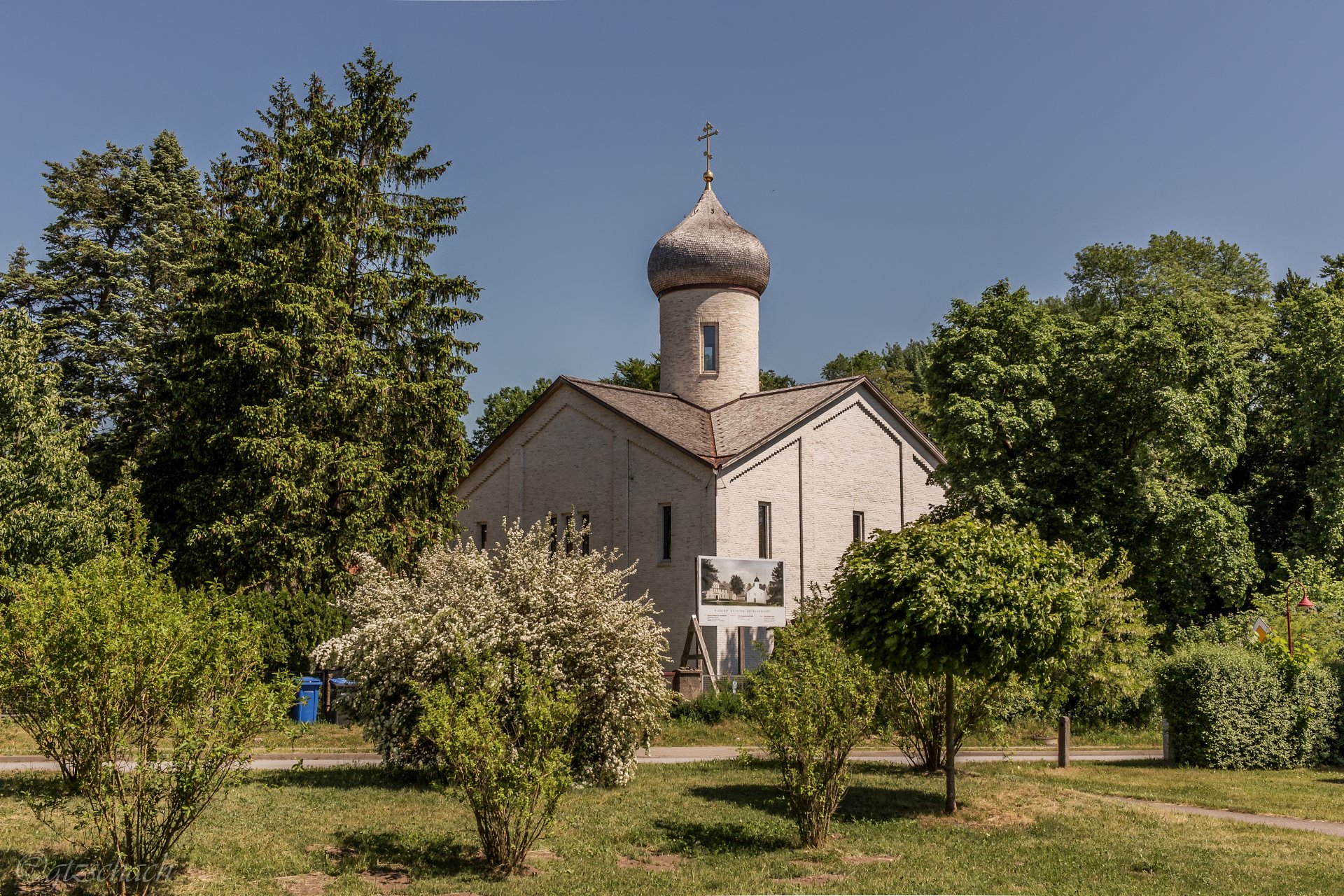
Kirche des Klosters Götschendorf

Nicolaus Alexander Ludwig (1865–1942) verkaufte Rottnow 1904 und kehrte nach Götschendorf zurück. Nach Niekammer’s Güter-Adressbuch der Provinz Brandenburg gehörte Götschendorf und Neu-Hohenwalde 1907 Nikolaus von Arnim, der die beiden Güter von Fritz Becker administrieren ließ. Götschendorf hatte nach diesem Adressbuch eine Gesamtfläche von 1205 ha, davon 478 ha Acker, 96,5 ha Wiesen, 26,6 ha Weiden, 500 ha Wald, 14 ha Unland, Wege uns Gehöfte, und 90 ha Wasser. Der Grundsteuerreinertrag war auf 4813 Mark festgesetzt. Der Tierbestand auf dem Hof belief sich auf 27 Pferde, 36 Stück Rindvieh, davon 22 Kühe, 721 Schafe und 93 Schweine. Als Besitzer ist Nikolaus von Arnim vermerkt, als Administrator ist wieder Fritz Becker genannt. Das Adressbuch gibt vermutlich den Zustand von 1906 wieder, denn am 19. März 1907 verkaufte Nikolaus von Arnim Götschendorf, Alt und Neu-Hohenwalde an Jacob Traut.
1910 erwarb Fürst Leopold zur Lippe-Detmold das Gut Götschendorf. 1,4 Millionen Mark soll das Gut damals gekostet haben. 1910/11 ließ er sich ein neues Schloss durch den Architekten Albert Wehe erbauen.
Nach Niekammer’s Güter-Adreßbuch für die Provinz Brandenburg von 1914 hatte Götschendorf eine Gesamtgröße von 1205 ha, davon 478 ha Acker, 96,5 ha Wiesen, 26,6 ha Weide, 500 ha Wald, 14 ha Unland und 90 ha Wasser. Der Tierbestand war: 40 Pferde, 105 Stück Rindvieh, davon 46 Kühe, 413 Schafe und 165 Schweine. Pächter war ein Arnold Steinbrück, als Administratoren sind Pahl und Kaiser verzeichnet.
Nach dem Handbuch des Grundbesitzes im Deutschen Reiche von 1921 hatte Fürst Leopold zur Lippe-Detmold Götschendorf (und auch Alt und Neu-Hohenwalde) an den Fabrikbesitzer Hugo Stendel verpachtet. Stendel ließ  Götschendorf von einem Administrator Wankel bewirtschaften. Für die Betreuung der großen Waldflächen hatte er den Förster Bachler eingestellt.
Niekammer’s Güter-Adreßbuch für die Provinz Brandenburg von 1923 wiederholt einfach die Zahlen von 1914, sind also wohl nicht aktuell. Als Besitzer ist immer noch der Fürst Leopold zur Lippe vermerkt. Administrator war nun ein gewisser Wolter.
1921 war der Besitz Götschendorf allerdings schon vom Industriellen Fritz Thyssen gekauft worden. Nach Barbara Luetgebrune soll Götschendorf aber erst 1924 an Fritz Thyssen verkauft worden sein. Bereits 1927 verkaufte Fritz Thyssen Götschendorf wieder an den Juristen Richard von Tiedemann  (* 23. August 1877, † 27. Juli 1956). Er war der Sohn des deutschen Politikers Heinrich von Tiedemann-Seeheim.
Nach Niekammer’s Güter-Adreßbuch für die Provinz Brandenburg war Götschendorf noch 1929 im Besitz des Dr. jur. Richard von Tiedemann. Administriert wurde das Gut von einem Oberinspektor R. Laute. 1929 soll das Gut aber schon an Wilhelm Diehn übergegangen sein. Wilhelm Diehn war noch 1939 Besitzer von Götschendorf. 1942 war das Schloss im Besitz von Hermann Göring, der hier seine Jagdgäste unterbringen wollte. Er gliederte das Schloss in seine Stiftung Schorfheide ein. In den 2. Stock des Schlosses wurde auch ein Teil des Luftfahrtministeriums aus Berlin ausgelagert.
In der Bodenreform nach dem Zweiten Weltkrieg wurden 1860 ha enteignet. Davon wurden 212 ha an 20 landlose Bauern und Landarbeiter, 368 ha an 32 Umsiedler und 63 ha an die Gemeinde verteilt. Der Wald mit 687 ha wurde an die landeseigene Forstwirtschaft überwiesen. Die Seen mit 186 ha gingen an den VEB Fischwirtschaft. Die erste LPG Typ III mit 15 Mitgliedern wurde aus dem Örtlichen Landwirtschaftsbetrieb gebildet. 1958 hatte die LPG 28 Mitglieder und bewirtschaftete 419 ha landwirtschaftliche Nutzfläche. 160 hatte die LPG 60 Mitglieder und 556 ha landwirtschaftliche Nutzfläche. 1975 wurde sie an die LPG Milmersdorf angeschlossen.
1960 wurde ein Haltepunkt an der Bahnstrecke Britz–Fürstenberg eröffnet. 1961 entstand das Betonwerk Götschendorf, das mit bis zu 1000 Mitarbeitern das größte Betonwerk der DDR gewesen sein soll.

### Im 21. Jahrhundert
Zwischen 2006 und 2018 war der Personenverkehr auf der Bahnstrecke eingestellt, ab 2018 wurde die Strecke von Eberswalde nach Templin wieder durchgehend bedient, aber zum Fahrplanwechsel Dezember 2022 wurde der Verkehr dann endgültig eingestellt.
Im Jahr 2006 kaufte die Berliner Diözese der Russischen Orthodoxen Kirche das Gutshausareal und gründete dort das Kloster St. Georg.
| Jahr      | 1734 | 1774 | 1801 | 1817 | 1840 | 1858 | 1871 | 1895 | 1910 | 1925 | 1939 | 1946 | 1964 | 1971 |
| Einwohner | 62   | 89   | 97   | 77   | 80   | 97   | 118  | 84   | 156  | 163  | 233  | 376  | 347  | 367  |

## Kommunale Geschichte
Götschendorf gehörte in der frühen Neuzeit zum Uckermärkischen Kreis der Mark Brandenburg. Nach der Kreisreform von 1816/17 lag Götschendorf dann im Kreis Templin der Provinz Brandenburg. Mit der Kreisreform von 1952 wurde der alte Kreis Templin zerschlagen und zwei neue Kreise, die Kreise Gransee und Templin gebildet. Der neue Kreis Templin wurde dem neugegründeten Bezirk Neubrandenburg zugeordnet. Mit der Kreisreform von 1993 im Land Brandenburg wurden die drei uckermärkischen Landkreis zum Landkreis Uckermark vereinigt.
Das neuzeitliche Götschendorf war Rittersitz und Rittergut und bildete Mitte des 19. Jahrhunderts einen eigenen Gutsbezirk, der in der Kreisreform von 1872/74 dem Amtsbezirk 9 Milmersdorf des Kreises Templin zugewiesen wurde. Alt und Neu-Hohenwalde bildeten einen eigenen Gutsbesitz der dem Amtsbezirk 8 Ringenwalde zugeordnet wurde. 1928 wurde der Gutsbezirk Götschendorf mit dem größeren Teil des Gutsbezirks Neu-Hohenwalde zur Landgemeinde Götschendorf vereinigt. 1931 und 1950 war Hohenwalde nun Wohnplatz von Götschendorf, 1957 und 1971 Ortsteil von Götschendorf. 1959 und 1967 war Hahnwerder Wohnplatz von Götschendorf. 1973 wurde Götschendorf nach Milmersdorf eingemeindet. 1992 schloss sich Milmersdorf mit neun anderen Gemeinden zum Amt Gerswalde zusammen. Zum 31. Dezember 2001 wurde Groß Kölpin in die Gemeinde Milmersdorf eingegliedert. Götschendorf ist heute kommunalrechtlich ein Gemeindeteil von Milmersdorf.

## Kirchliche Geschichte
Götschendorf und das wüst gefallene Lebüske am Lebüskesee gehörten zum Bistum Brandenburg, während Gerswalde und Fredenwalde zum Bistum Cammin gehörten. Trotz des Fehlens eines direkten Nachweises einer Kirche war das mittelalterliche Götschendorf ein Kirchdorf, da 1375 vier Kirchenhufen ausgewiesen sind. Auch der 2008 ausgegrabene frühdeutsche Friedhof legt dies nahe.

## Naturschutzgebiete
Kleinere Teile im Süden der Gemarkung gehören zum Naturschutzgebiet Endmoränenlandschaft bei Ringenwalde. Der Große Krinertsee gehört zum Naturschutzgebiet Krinertseen.

## Bauwerke und Gewässer

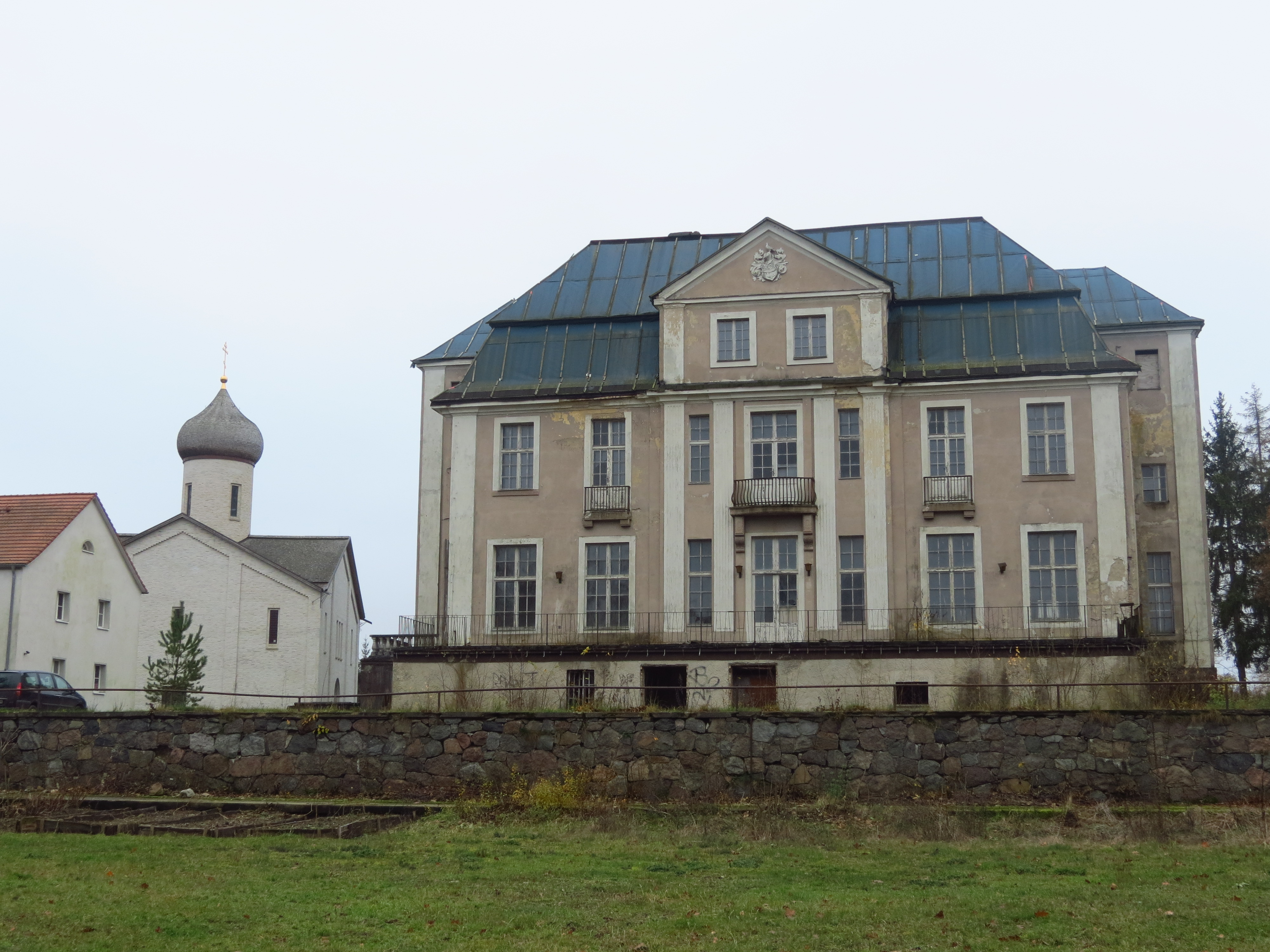
Gutshaus in Götschendorf

- Gutshaus und Kloster St. Georg: Seit der Mitte des 16. Jahrhunderts befand sich hier ein Rittersitz der von Arnim. Das Gutshaus wurde 1910 errichtet. Von 1942 bis 1945 war es Jagd- und Gästehaus von Hermann Göring. Nach dem Zweiten Weltkrieg gelangte es in Staatsbesitz und war bis 1975 Ferienhaus der Nationalen Volksarmee, danach des Rates des Kreises (und des Ministeriums für Staatssicherheit).  Nach der Wende, ab 1990 stand es leer. Die Berliner Diözese kaufte das Herrenhaus vom Land Brandenburg, um es im Jahr 2007 der russisch-orthodoxen Kirche zu überlassen. Sponsoren aus Russland finanzierten die Einrichtung eines Klosters mit Gästehaus, das den Namen St. Georg erhielt. Ein ehemaliges Wohngebäude wurde als Mönchsklausur hergerichtet.[39] Die leitung des Klosters hat der Prio Abt Daniil Irbits. Die Mönche des Klosters haben 30 Geflüchtete aus der Ukraine aufgenommen und unterstützen die Menschen mit Wohnraum, mit Verpflegung, bei der Ausrichtung von christlichen Festen.[40]
- Spätmittelalterliche Turmruine am Kölpinsee
- Kölpinsee